# Liste des maires de Châtellerault

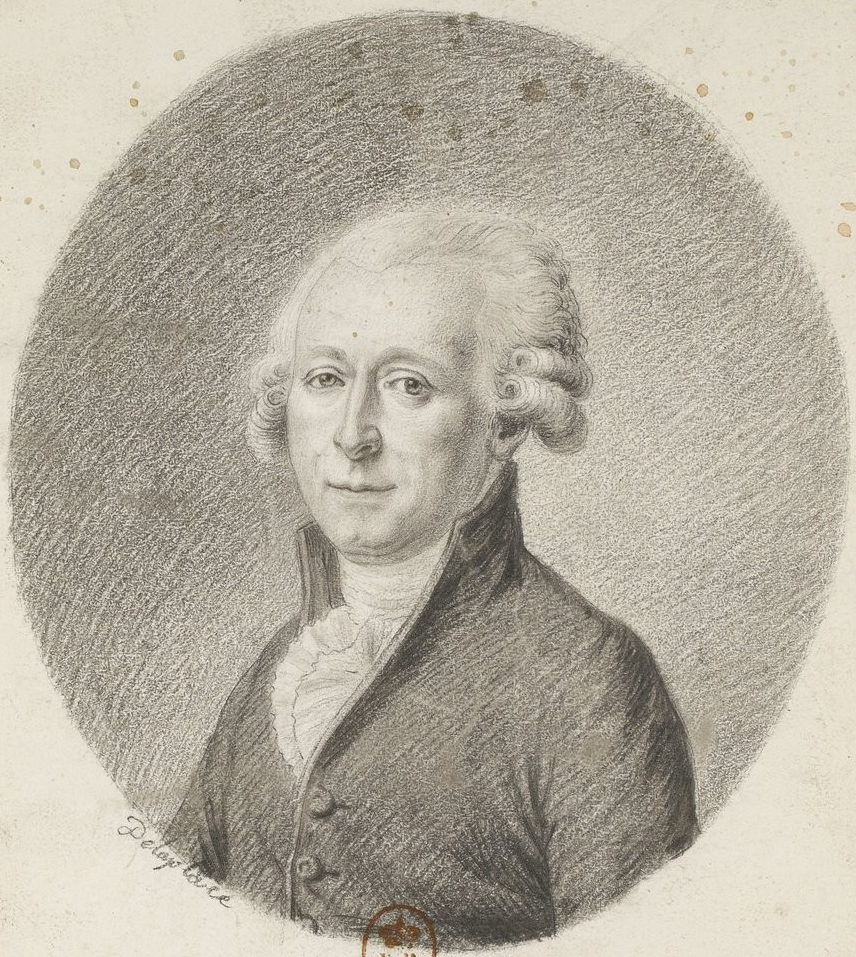
Jean-Claude Dubois (1742-1836) maire en 1785 et de 1801 à 1816.

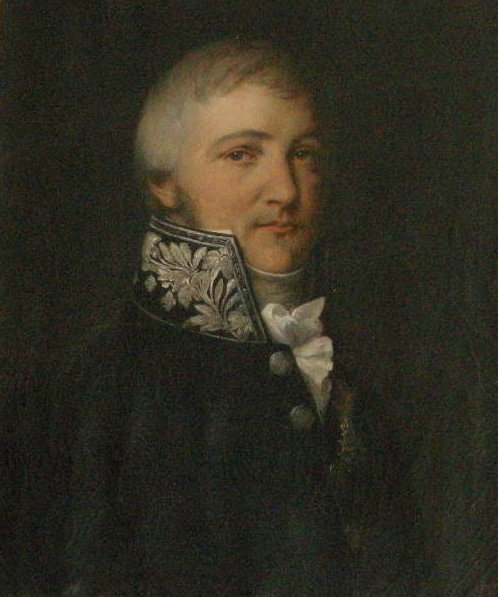
Robert-Auguste Creuzé (1779-1842), maire de 1816 à 1821.

Cet article dresse une liste par ordre de mandat des maires de Châtellerault.

## Liste des maires

### Sous l'Ancien Régime
| Période                                  | Période | Identité                     | Étiquette | Qualité               |
| ---------------------------------------- | ------- | ---------------------------- | --------- | --------------------- |
| Les données manquantes sont à compléter. |         |                              |           |                       |
| 1572                                     |         | Jean Huet                    |           |                       |
| 1575                                     |         | Jean Loriot                  |           |                       |
| 1580                                     |         | Justin Delavigne             |           |                       |
| 1587                                     |         | François Huet                |           |                       |
| 1590                                     |         | Jacques Biesse               |           |                       |
| 1601                                     |         | Elie Carré                   |           |                       |
| 1605                                     |         | Nicolas Deslandes            |           |                       |
| 1609                                     |         | Pierre Creuzé                |           |                       |
| 1612                                     |         | Gilles Choisnyn              |           |                       |
| 1615                                     |         | Jean Sain                    |           |                       |
| 1617                                     |         | Jean Fourreau                |           |                       |
| Les données manquantes sont à compléter. |         |                              |           |                       |
| 1622                                     |         | Honorat Jallais              |           |                       |
| 1625                                     | 1630    | Pierre Bruneau               |           | Sieur de Niorteau     |
| 1630                                     |         | Aymé Rasseteau               |           |                       |
| 1632                                     |         | Pierre Bonnenfant            |           |                       |
| 1639                                     |         | Michel Sanxon                |           |                       |
| 1641                                     |         | Pierre Bonnenfant            |           |                       |
| 1650                                     |         | Pierre Pidoux                |           |                       |
| 1653                                     |         | Jean Mousnier de la Fontbrun |           |                       |
| Les données manquantes sont à compléter. |         |                              |           |                       |
| 1657                                     | 1661    | Louis Delaveau               |           |                       |
| 1661                                     | 1665    | Jehan Massonneau             |           | Sieur de la Bobinière |
| 1665                                     | 1685    | Florent Massonneau           |           |                       |
| 1685                                     |         | Jean Rasseteau               |           |                       |
| 1690                                     |         | Jérôme Dauphin               |           |                       |
| 1693                                     |         | Jean Peltier                 |           |                       |
| 1694                                     | 1694    | Jean Rasseteau               |           |                       |
| Les données manquantes sont à compléter. |         |                              |           |                       |
| 1694                                     | 1718    | Louis Bouin de Noiré         |           |                       |
| 1718                                     | 1724    | Fortuné Faulcon              |           |                       |
| Les données manquantes sont à compléter. |         |                              |           |                       |
| 1724                                     |         | Denyau de la Marsandière     |           |                       |
| 1727                                     | 1730    | Jacques Renault              |           | Sieur de la Fuye      |
| 1730                                     |         | Jean-René Baudy              |           |                       |
| 1733                                     |         | Pierre Rasseteau             |           |                       |
| Les données manquantes sont à compléter. |         |                              |           |                       |
| 1762                                     | 1765    | Pierre Delavau de Treffort   |           |                       |
| 1765                                     |         | Antoine Roffay des Pallus    |           |                       |
| 1768                                     |         | Michel Genest                |           |                       |
| 1771                                     |         | François-Esprit de Vantelon  |           |                       |
| 1785                                     |         | Jean-Claude Dubois           |           |                       |
| Les données manquantes sont à compléter. |         |                              |           |                       |

### Entre 1790 et 1944
| Période          | Période                      | Identité                           | Étiquette                | Qualité |
| ---------------- | ---------------------------- | ---------------------------------- | ------------------------ | --- |
| 1790             | 1791                         | Philippe Préau de la Baraudière    |                          | |
| 1791             | 1792                         | Hippolyte Delavau de la Massonne   |                          | |
| 16 décembre 1792 | An IV (1795)                 | Pierre Turquand                    |                          | Négociant, président du tribunal de commerce                                                                                                |
| An IV (1795)     | An IV (juin 1796)            | Jacques-François Hérault           |                          | |
| An V (mars 1797) | An VI (1798)                 | Jean Laglaine                      |                          | |
| An VI (1798)     | An VII (1799)                | Charles René Michau                |                          | |
| An VII (1799)    | An VIII (1800)               | Pierre-Alexandre Faulcon-Rivière   |                          | Président de l'administration de canton |
| An VIII (1800)   | An IX (1801)                 | Charles René Michau                |                          | |
| An IX (1801)     | 13 mai 1816 (démission)      | Jean-Claude Dubois                 |                          | Conseiller général de la Vienne |
| 3 juillet 1816   | 20 novembre 1821 (démission) | Robert-Augustin Creuzé             | Légitimiste              | Négociant Député de la Vienne (1820 → 1823) Officier de la Légion d'honneur                                                                 |
| 21 novembre 1821 | 5 août 1830 (démission)      | Alexandre Guyot                    |                          | |
| 4 septembre 1830 | 3 août 1835                  | Pierre-François Martinet           |                          | Avocat Conseiller général de Châtellerault (1833 → 1842)                                                                                    |
| 3 août 1835      | 6 avril 1838 (décès)         | Michel Martineau                   |                          | |
| 19 juin 1838     | 26 février 1848              | Paul Proa                          | Royaliste indépendant    | Industriel Député de la Vienne (1842 → 1848) Conseiller général de Châtellerault (1842 → 1848)                                              |
| 26 février 1848  | 18 décembre 1848             | Hilaire Lerpinière                 | Républicain              | Médecin Conseiller général de Châtellerault (1848 → 1852)                                                                                   |
| 18 décembre 1848 | 18 mars 1863                 | Eugène Delaveau de la Massardière  |                          | Conseiller général de Châtellerault (1852 → 1871)                                                                                           |
| 21 mars 1863     | 14 février 1871 (décès)      | Alexandre Rivière                  |                          | Avocat Chevalier de la Légion d'honneur |
| 3 mars 1871      | 12 décembre 1874             | Pierre Aimé Arnaudeau (1822-1898)  |                          | Banquier, président du tribunal de commerce                                                                                                 |
| 12 décembre 1874 | 1876                         | Charles Augeard                    | Bonapartiste             | |
| 4 juin 1876      | 20 mai 1888                  | Ernest Godard                      |                          | |
| 20 mai 1888      | 17 mai 1896                  | Jules Duvau                        | Républicain progressiste | Banquier Député de la Vienne (1896 → 1902) Conseiller général de Dangé (1887 → 1902)                                                        |
| 17 mai 1896      | 15 mai 1904                  | Louis-Camille de Hogues            | Républicain              | Pharmacien |
| 15 mai 1904      | 17 mai 1908                  | Paul Eugène Papillault             | Républicain progressiste | |
| 17 mai 1908      | 25 juillet 1910 (démission)  | Charles Pillault                   | Radical                  | |
| 6 novembre 1910  | 10 décembre 1919             | Antoine Admira Derouau (1863-1942) | Radical                  | Docteur en médecine |
| 10 décembre 1919 | 23 mai 1923 (décès)          | Henri Roy                          | PRRRS                    | |
| 23 juin 1923     | 17 mai 1925                  | Marcel Destouches                  | PRRRS                    | |
| 17 mai 1925      | 7 mars 1941                  | Louis Ripault                      | PRRRS                    | Avocat, chef de cabinet d'Édouard Herriot Conseiller général de Châtellerault (1922 → 1928) Révoqué car jugé trop hostile au nouveau régime |
| 8 mars 1941      | 6 avril 1944 (démission)     | Robert Duthuzo                     |                          | Sous-préfet à la retraite Nommé par le gouvernement de Vichy                                                                                |
| mai 1944         | 6 septembre 1944             | Joseph Aymard                      |                          | Colonel Nommé par le gouvernement |

### Depuis 1944
Depuis la Libération, sept maires se sont succédé à la tête de la commune.
| Période          | Période                       | Identité            | Étiquette                | Qualité |
| ---------------- | ----------------------------- | ------------------- | ------------------------ | --- |
| 6 septembre 1944 | mai 1953                      | Louis Ripault       | PRRRS                    | Avocat, chef de cabinet d'Édouard Herriot Conseiller général de Châtellerault (1945 → 1951) |
| mai 1953         | mars 1959                     | Bernard Percevault  | Rad.                     | Médecin |
| mars 1959        | 23 mai 1977 (décès)           | Pierre Abelin       | MRP puis CD puis UDF-CDS | Directeur de sociétés Ministre (1974 → 1976) Secrétaire d'État (1947, 1948, 1952 et 1955 → 1956) Député de la Vienne (2e circ.) (1962 → 1974) Vice-président de l’Assemblée nationale (1973 → 1974) Conseiller général de Châtellerault (1964 → 1973) Conseiller général de Châtellerault-Nord (1973 → 1977) Président du conseil général de la Vienne (1967 → 1977) |
| juin 1977        | 18 mars 1983                  | Geneviève Abelin    | UDF-CDS                  | Épouse du précédent Élue à la suite d'une élection municipale partielle |
| 18 mars 1983     | 11 novembre 1997 (démission)  | Édith Cresson       | PS                       | Économiste Commissaire européen (1994 → 1999) Premier ministre (1991 → 1992) Ministre (1981 → 1986 et 1988 → 1990) Députée de la Vienne (1986 → 1988, élue au scrutin proportionnel) Députée européenne (1979→ 1981) Conseillère générale de Châtellerault-Ouest (1982 → 1998) Maire de Thuré (1977 → 1983)                                                          |
| 22 décembre 1997 | 21 mars 2008                  | Joël Tondusson      | PS                       | Médecin généraliste Conseiller général de Châtellerault-Ouest (1998 → 2011) Président de la CA du Pays Châtelleraudais (2000 → 2008) |
| 21 mars 2008     | En cours (au 17 janvier 2022) | Jean-Pierre Abelin, | UDI-NC puis LC           | Directeur-adjoint de service à la Banque de France Député de la Vienne (4e circ.) (1993 → 2012) Conseiller général de Châtellerault-Nord (1977 → 2008) Conseiller départemental de Châtellerault-3 (2015 → 2021) Président de la CA du Pays Châtelleraudais (2008 → 2016) Président de la CA de Grand Châtellerault (2017 → ) Réélu pour le mandat 2020-2026         |